# Alguém Tem que Ceder
Alguém Tem que Ceder (Something's Gotta Give, no original em inglês) é um filme de comédia romântica estadunidense de 2003 escrito, produzido e dirigido por Nancy Meyers tanto para Columbia Pictures e Warner Bros. É estrelado por Jack Nicholson e Diane Keaton como duas pessoas bem sucedidas de 60 e poucos e 50 e poucos anos, que encontram o amor um pelo outro mais tarde na vida, apesar de serem completamente opostos. Keanu Reeves e Amanda Peet co-estrelam, com Frances McDormand, Paul Michael Glaser, Jon Favreau, e KaDee Strickland em papéis coadjuvantes importantes. O título original do filme é uma homenagem a uma música de mesmo nome de 1954, de Johnny Mercer. O sobrenome do personagem de Keanu Reeves é uma homenagem ao cantor.
O filme recebeu críticas favoráveis e foi um sucesso de bilheteria após seu lançamento na América do Norte, acabou arrecadando US$266,728,738 em todo o mundo, principalmente a partir de sua temporada internacional. Por sua atuação Keaton ganhou um Globo de Ouro, um Satellite Award, bem como uma nomeação do Oscar e uma nomeação para o SAG Awards como "Melhor Atriz", entre outros reconhecimentos. Nicholson também recebeu uma indicação ao Globo de Ouro para "melhor ator em comédia ou musical".  Este foi de Nicholson e Keaton segundo filme juntos desde 1981 com o filme Reds.

## Sinopse
Harry Sanborn é um playboy profissional com uma libido muito mais jovem do que sua idade. Durante o que deveria ser um final de semana romântico com sua mais nova conquista, a ninfeta Marin, na casa de praia da mãe dela, Harry sente dores no peito. Ambulância vai, ambulância vem, Harry acaba tendo que ser cuidado pela relutante mãe de Marin, Erica Barry, uma bem sucedida e divorciada dramaturga de Nova York, que inicialmente implica, e muito, com ele.
De repente, e negando tudo o que sempre pensou de mulheres mais velhas, Harry desenvolve mais do que dores no coração por Erica, que tem quase o dobro da idade de suas habituais companhias femininas.
Mas alguns hábitos são difíceis de perder. Quando Harry tem uma leve recaída machista, Julian, seu charmoso médico de trinta e poucos anos aparece e começa a se interessar por Erica. E Harry, que sempre teve as rédeas de seu mundo, descobre na marra um terreno que jamais explorou: as mulheres acima dos 30.

## Elenco
- Jack Nicholson como Harry Sanborn, com 63 anos, auto-satisfação de playboy e socialite que possui dez empresas, incluindo a revista e a segunda maior gravadora de hip hop do mundo. Tendo uma libido muito mais jovem do que sua idade, ele apenas tem encontros com mulheres com menos de trinta anos de idade.
- Diane Keaton como Erica Barry, uma bem-sucedida mulher de 56 anos de idade, divorciada e dramaturga da Broadway, em parte vivendo em uma luxuosa casa de praia em Hamptons. Tendo sobrevivido a seu divórcio sem grande amargura, ela vive uma vida tranquila de realização profissional e desengano amoroso.
- Keanu Reeves como Julian Mercer, médico de 36 anos de Harry. Ele também é um grande fã de Erica, com quem desenvolve uma relação.
- Amanda Peet como Marin Klein, filha de Erica, uma leiloeira de 29 anos, trabalhando para Christie's.
- Frances McDormand como Zoe, irmã de Erica. Ela é professora de Estudos da Mulher na Universidade Columbia.
- Jon Favreau como Leo, assistente pessoal de Harry.
- Paul Michael Glaser como Dave Klein, pai de Marin e ex-marido de Erica. Ele dirige peças de Erica.
- Rachel Ticotin como Dr. Martinez, a médica de emergência ER
- KaDee Strickland como Kristen, a noiva de Dave. Ela é médica de uma orelha, nariz e garganta que é dois anos mais velha do que Marin.
- Peter Spears como Danny Benjamin, o marido de Marin, próximo do final de filme.

## Trilha sonora
Something's Gotta Give foi uma co-produção entre a Columbia Pictures e Warner Bros. Pictures. Ambas as empresas lançaram trilhas sonoras para o filme.
A seguir a trilha sonora foi lançada em 9 de dezembro de 2003 por Warner Bros. Records.

### Lista da trilha sonora - Warner Bros.
1. "Butterfly" - Crazy Town
2. "Sing a Song" - Earth, Wind and Fire
3. "Oooh Baby" - C+C Music Factory
4. "Samba de mon coeur qui bat" - Coralie Clément
5. "Fibre de Verre" - Paris Combo
6. "Let's Get It On" - Marvin Gaye
7. "O Beijo (The Kiss)" - Claudio Ragazzi
8. "Here We Go" - Grits
9. "Que Reste-t-il de Nos Amours" - Charles Trenet
10. "It's On Tonight" - Johnny Rourke
11. "You Can Get It If You Really Want" - Jimmy Cliff
12. "Have Dinner" - Badly Drawn Boy
13. "Assedic" - Les Escrocs
14. "I've Got a Crush on You" - Steve Tyrell
15. "Graffito Disguise" - Mason Daring
16. "I Only Have Eyes for You" - The Flamingos
17. "La Vie en Rose" - Louis Armstrong
18. "So Nice (Summer Samba)" - Astrud Gilberto
19. "Boum!" - Charles Trenet
20. "Je Cherche un Homme" - Eartha Kitt
21. "Sunday Morning" - Maroon 5
22. "Julian Calls" - Badly Drawn Boy
23. "C'est si bon" - Eartha Kitt
24. "Aquarela do Brasil" - Django Reinhardt
25. "Exactly Like You" - Christopher Westlake and Bonnie Greenberg
26. "Sweet Lorraine" - Stephane Grappelli, Ilsa Eckinger, Ike Isaacs e Diz Disley Trio
27. "I Only Have Eyes for You" - Michael Melvoin, John Guerin, Tony Dumas, e Mitch Holder
28. "Learn How to Fall" - Paul Simon
29. "La Vie en Rose" - Jack Nicholson

A seguir trilha sonora foi lançada em 23 de fevereiro de 2004 pela Columbia Records.[carece de fontes?]

### Lista da trilha sonora - Columbia
1. "La Vie en Rose" - Louis Armstrong
2. "I've Got a Crush on You" - Steve Tyrell
3. "I Only Have Eyes for You" - The Flamingos
4. "So Nice (Summer Samba)" - Astrud Gilberto
5. "Remember Me" - Heitor Pereira
6. "Samba de mon coeur qui bat" - Coralie Clément
7. "Que Reste-t-il de Nos Amours" - Charles Trenet
8. "Assedic" - Les Escrocs
9. "Je Cherche un Homme" - Eartha Kitt
10. "C'est Si Bon" - Eartha Kitt
11. "Aquarela do Brasil" - Django Reinhardt
12. "Sweet Lorraine" - Stephane Grappelli, Ilsa Eckinger, Ike Isaacs e Diz Disley Trio
13. "Love Makes the World Go 'Round" - Deon Jackson
14. "La Vie en Rose" - Jack Nicholson

## Recepção

### Resposta da crítica
O filme tem uma classificação de 71% "Fresh" de revisão do site Rotten Tomatoes, baseado em 166 opiniões dos críticos, com o resumo: "Embora ocasionalmente tropeça no território de sitcom, Something's Gotta Give é principalmente uma comédia romântica inteligente e engraçada, com performances de Jack Nicholson, Diane Keaton e Keanu Reeves". Em Metacritic, o filme tem uma pontuação média ponderada de 66 em 100, com base em críticas de 40 críticos. O público pesquisado pelo CinemaScore atribuiu ao filme uma nota "A-" na escala de A a F.
Mick LaSalle, escrevendo para San Francisco Chronicle, sentiu que as performances das estrelas do filme, Diane Keaton e Jack Nicholson, estavam entre as suas melhores, e que a atuação de Nicholson, como seu papel cobria uma gama mais ampla de emoções, era a mais complexa. O revisor elogiou o filme por ser uma comédia romântica para adultos:
O romance adulto é um gênero agonizante em nossa época, mas filmes tão sábios e divertidos quanto o filme Something Gotta Give Give sempre foram raros. É uma comédia com momentos hilariantes e, no entanto, com uma seriedade essencial: duas pessoas no outono da vida encontram amor.
Roger Ebert descreve o diálogo do filme como "inteligente". Embora notando que o papel de Keanu Reeves "parece nada mais do que uma complicação da trama", ele elogia as performances de Keaton e Nicholson: "Um filme como esse depende crucialmente de suas estrelas. Reclamar que Nicholson está interpretando "ele mesmo" - ou que Keaton também está interpretando uma personagem muito parecido com sua persona pública - está perdendo o sentido. Parte do apelo depende da provocadora confusão do filme sobre realidade e ficção".

### Principais prêmios e indicações
| Prêmios                                              | Prêmios                                                                 | Prêmios                       | Prêmios   |
| Prêmio                                               | Categoria                                                               | Destinatário (s)              | Resultado |
| ---------------------------------------------------- | ----------------------------------------------------------------------- | ----------------------------- | --------- |
| Oscar                                                | Melhor Atriz                                                            | Diane Keaton                  | Indicado  |
| Art Directors Guild                                  | Excelência em Design de Produção: Longa-metragem - Cinema Contemporâneo | Filme                         | Indicado  |
| Artios Awards                                        | Melhor Casting para Longa-Metragem, Comédia                             | Jane Jenkins Janet Hirshenson | Indicado  |
| Broadcast Film Critics Association Award             | Melhor Atriz                                                            | Diane Keaton                  | Indicado  |
| Prêmios Globo de Ouro                                | Melhor Ator - Filme Musical ou Comédia                                  | Jack Nicholson                | Indicado  |
| Prêmios Globo de Ouro                                | Melhor Atriz - Filme Musical ou Comédia                                 | Diane Keaton                  | Venceu    |
| Golden Reel Awards                                   | Melhor Edição de Som em um Filme: Música e Longa-Metragem               | Filme                         | Indicado  |
| National Board of Review of Motion Pictures Awards   | Melhor Atriz                                                            | Diane Keaton                  | Venceu    |
| Phoenix Film Critics Society Awards                  | Melhor Atriz                                                            | Diane Keaton                  | Indicado  |
| Satellite Awards                                     | Melhor Atriz - Filme                                                    | Diane Keaton                  | Venceu    |
| Screen Actors Guild Awards                           | Performance de uma Actriz num Papel Principal                           | Diane Keaton                  | Indicado  |
| Washington D.C. Area Film Critics Association Awards | Melhor Atriz                                                            | Diane Keaton                  | Indicado  |

[carece de fontes?]